# Новаки (Словачка)
Новаки (слч. Nováky, мађ. Nyitranovák, мађ. Novák) су град у Словачкој, у оквиру Тренчинског краја, где су у саставу округа Прјевидза.

## Географија
Новаки су смештени у средишњем делу државе. Главни град државе, Братислава, налази се 170 km југозападно од града.
Рељеф: Новаки су се развили у области Горње Њитре. Град се сместио у долини реке Њитре, испод планине Стражовски врхови. Надморска висина граде је око 250 метара.
Клима: Клима у Новакима је умерено континентална.
Воде: Непосредно источно од Новака протиче река Њитра.

## Историја
Људска насеља на простору Новака везују се још за праисторију. Насеље под данашњим именом први пут се спомиње 1113. године.
Крајем 1918. године. Новаки су постали део новоосноване Чехословачке. У време комунизма насеље је индустријализовано, па је дошло до повећања становништва. 1960. године Новаки су добили градска права. После осамостаљења Словачке град је постао општинско средиште, али је дошло и до проблема везаних за преструктурирање привреде.

## Становништво
| Година:    | 1994. | 2004.   | 2014.   | 2024.   |
| ---------- | ----- | ------- | ------- | ------- |
| Број људи: | 4253  | 4426    | 4270    | 4093    |
| Разлика:   |       | +4,06 % | -3,52 % | -4,14 % |

| Година:    | 2023. | 2024.   |
| ---------- | ----- | ------- |
| Број људи: | 4136  | 4093    |
| Разлика:   |       | -1,03 % |

Данас Новаки имају нешто мање од 4.500 становника и последњих година број становника стагнира.
Етнички састав: По попису из 2001. године састав је следећи:
- Словаци - 97,3%,
- Чеси - 0,9%,
- остали.

Верски састав: По попису из 2001. године састав је следећи:
- римокатолици - 75,9%,
- атеисти - 18,1%,
- лутерани - 1,6%,
- остали.

## Партнерски градови
- Беочин